# Olympische Winterspiele 1952/Teilnehmer (Polen)
| Gelbes Symbol für Goldmedaillen mit stilisierten Olympischen Ringen | Graues Symbol für Silbermedaillen mit stilisierten Olympischen Ringen | Braundes Symbol für Bronzemedaillen mit stilisierten Olympischen Ringen |
| ------------------------------------------------------------------- | --------------------------------------------------------------------- | ----------------------------------------------------------------------- |
| —                                                                   | —                                                                     | —                                                                       |

Polen nahm an den VI. Olympischen Winterspielen 1952 in der norwegischen Hauptstadt Oslo mit einer Delegation von 30 Athleten in vier Disziplinen teil, davon 27 Männer und 3 Frauen.

## Teilnehmer nach Sportarten

### Eishockey
Männer
| - Michał Antuszewicz - Henryk Bromowicz - Kazimierz Chodakowski - Stefan Csorich - Rudolf Czech - Alfred Gansiniec - Jan Hampel - Marian Jeżak | - Eugeniusz Lewacki - Roman Penczek - Hilary Skarżyński - Tadeusz Świcarz - Stanisław Szlendak - Zdzisław Trojanowski - Antoni Wróbel - Alfred Wróbel |

- 6. Platz

### Ski Alpin
Männer
- Andrzej Czarniak
Abfahrt: 42. Platz (2:56,4 min)

- Stefan Dziedzic
Abfahrt: 29. Platz (2:49,4 min)
Riesenslalom: 38. Platz (2:50,3 min)
Slalom: im Vorlauf ausgeschieden

- Andrzej Gąsienica Roj
Abfahrt: 22. Platz (2:44,3 min)
Riesenslalom: 41. Platz (2:52,2 min)
Slalom: 28. Platz (2:29,6 min)

- Józef Marusarz
Abfahrt: 43. Platz (2:58,7 min)
Riesenslalom: 48. Platz (2:55,5 min)

- Jan Płonka
Riesenslalom: 39. Platz (2:51,5 min)
Slalom: im Vorlauf ausgeschieden

- Jan Gąsienica Ciaptak
Slalom: im Vorlauf disqualifiziert

Frauen
- Barbara Grocholska
Abfahrt: 13. Platz (1:54,1 min)
Riesenslalom: disqualifiziert
Slalom: 14. Platz (2:20,3 min)

- Teresa Kodelska
Abfahrt: disqualifiziert
Riesenslalom: 34. Platz (2:32,6 min)
Slalom: 32. Platz (2:33,7 min)

- Maria Kowalska
Abfahrt: 34. Platz (2:27,4 min)
Riesenslalom: disqualifiziert
Slalom: 34. Platz (2:55,6 min)

### Skilanglauf
Männer
- Tadeusz Kwapień
18 km: 41. Platz (1:11:40 h)

### Skispringen
- Stanisław Marusarz
Normalschanze: 27. Platz (189,0)

- Leopold Tajner
Normalschanze: 39. Platz (178,0)

- Jakub Węgrzynkiewicz
Normalschanze: 33. Platz (185,0)

- Antoni Wieczorek
Normalschanze: 24. Platz (191,0)